# Sigismundina
Sigismundina (Kodeks Zygmunta) – projekt kodyfikacji prawa miejskiego autorstwa kanonika gnieźnieńskiego Macieja Śliwnickiego z 1527 roku. Powstał z inicjatywy króla polskiego Zygmunta I Starego.
Sigismundina opierała się głównie na prawie rzymskim i po części na kanonicznym, a nie na prawie obowiązującym w miastach. Takie rozwiązanie miało pozwolić na realizację założeń Kodeksu Zygmunta, czyli powstania zbioru prawa ogólnostanowego, posiłkowego, posiadającego uniwersalne elementy. 
Projekt Macieja Śliwnickiego nie wywarł większego wpływu na rozwój prawa miejskiego w Polsce. Został jedynie wprowadzony przez króla Zygmunta I Starego jako obowiązujące prawo w dobrach obejmujących arcybiskupstwo gnieźnieńskie.